# Hyracodontidae
Famille
Les Hyracodontidae (hyraconodontidés en français) sont une famille de mammifères fossiles appartenant dans la nomenclature taxonomique classique à l'ordre des périssodactyles, . Ils sont proches des rhinocéros mais dépourvus de cornes et avec de longues pattes.
Les Hyracodontidae ont vécu dans les steppes et les forêts tropicales d'Amérique du Nord et d'Asie au cours du Cénozoïque il y a environ entre −49 et −26 Ma (millions d'années) du début de l'Éocène jusqu'au milieu de l'Oligocène.
Le taxon Indricotheriinae, contenant le célèbre Paraceratherium, est désormais considéré comme une famille totalement séparés des hyracodontidés, formant donc les Paraceratheriidae,.

## Classification
| Selon BioLib (7 janvier 2018) : - sous-famille Hyracodontinae Cope, 1879 † : - genre Hyracodon Leidy, 1856 † ; - sous-famille Indricotheriinae Borissiak, 1923 † : - genre Forstercooperia Wood, 1939 †, - genre Juxia Chow & Chiu, 1964 †, - genre Paraceratherium Forster Cooper, 1911 †, - genre Urtinotherium Chow & Chiu, 1963 †. | Selon Paleobiology Database (7 janvier 2018) : - genre Ardynia ; - genre Epitriplopus ; - genre Hyracodon ; - genre Ilianodon ; - genre Pataecops ; - genre Praeaceratherium ; - genre Prohyracodon ; - genre Rhodopagus ; - genre Triplopides ; - genre Triplopus ; - genre Ulania ; - genre Yimengia. |

## Étymologie
De « odonte » du grec ancien ὀδούς, odoús, « dent » et du préfixe « Hyrax » faisant référence aux hyracoïdes actuels comme les damans : « à dents de damans ».